# Шейк, Кристи
Кри́сти Шейк (англ. Christi Shake; 22 августа 1980, Балтимор, Мэриленд, США) — американская фотомодель и актриса

.

## Биография
Она имеет чешские, немецкие, польские, шведские и голландские корни.
В мае 2002 года Шейк была выбрана в качестве Playmate мужского журнала Playboy, с тех же пор она начала часто появляется в видео Playboy.
Она участвовала в реалити-шоу «My Antonio». Снялась в сериале «Соседка» (2007).
Есть сын.